# Landwehren an Rhein und Mosel
Der Begriff  Landwehr bezeichnet einerseits ein meist mittelalterliches Grenzsicherungssystem bestehend aus Gräben oder Wallsystemen oder einen militärischen Verbund als Teil eines Heeres.
Diese Auflistung bezieht sich auf historische Grenzsicherungssysteme, die auch im Rhein- und Moselgebiet immer wieder vorzufinden sind. 
Region Mittelrhein
- Landwehr (Boppard)
- Landwehr (Maisborn)

Region Untermosel
- Landwehr (Bruttig-Fankel)
- Landwehr (Ellenz-Poltersdorf)
- Landwehr (Treis-Karden)
- Landwehr (Zeltingen-Rachtig)